# Sarah Browne
Sarah Browne (født 1981 i Dublin, Irland) er en irsk kunstner. Sarah Browne repræsenterede Irland på den 53. Venedig-biennale sammen med kunstnerne Gareth Kennedy.
Underviser på National College of Art and Design, Dublin.

## Kunstnerisk praksis
Sarah Browne identificerer i sit researchbaserede kunstneriske arbejde økonomiske strukturer som metafor for sociale og politiske relationer. Hun undersøger, hvordan vi kommunikerer og skaber fælles meninger om begreber som økonomi, værdi og politik.
Hun samarbejder med Gareth Kennedy under navnet Kennedy Browne.

## Udstillinger
- The Peacock, Grazer Kunstverein, Austria; One Foot in the Real World
- Irish Museum of Modern Art, Dublin; The Twentieth Century as Never Seen Before
- Museo di Santa Giulia, Brescia (2013); How to Use Fool's Gold
- Ikon Gallery, Birmingham and Contemporary Art Gallery, Vancouver (2012); Second Burial at Le Blanc
- Project Arts Centre, Dublin (2011); Minimalism and Applied II
- Daimler Contemporary, Berlin, and Unto This Last, Raven Row, London (both 2010).

## Udgivelser
IrelandVenice,
udgivet i anledning af Ireland’s representation at the 53rd Venice Biennale
Sæt bestående af tre monografier: Sarah Browne, Gareth Kennedy, Kennedy Browne
Tekster (om Sarah Browne) af Tim Stott og JK Gibson-Graham
ISBN 978 0 9553950 1 7 (Sarah Browne)
ISBN 978 0 9553950 4 8 (sæt med tre monografier)
From Margin to Margin (Looking for Eileen),
Artist book, designed af Sarah Browne i samarbejde med Peter Maybury
Udgivet af cottagelab, 2010.
ISBN 978 0 9554976 4 3

## Eksterne link
- kunstnerens egen hjemmeside
- Kennedy Browne’s hjemmeside
- Ireland at Venice Arkiveret 18. maj 2015 hos  Wayback Machine